# Maurício Campos

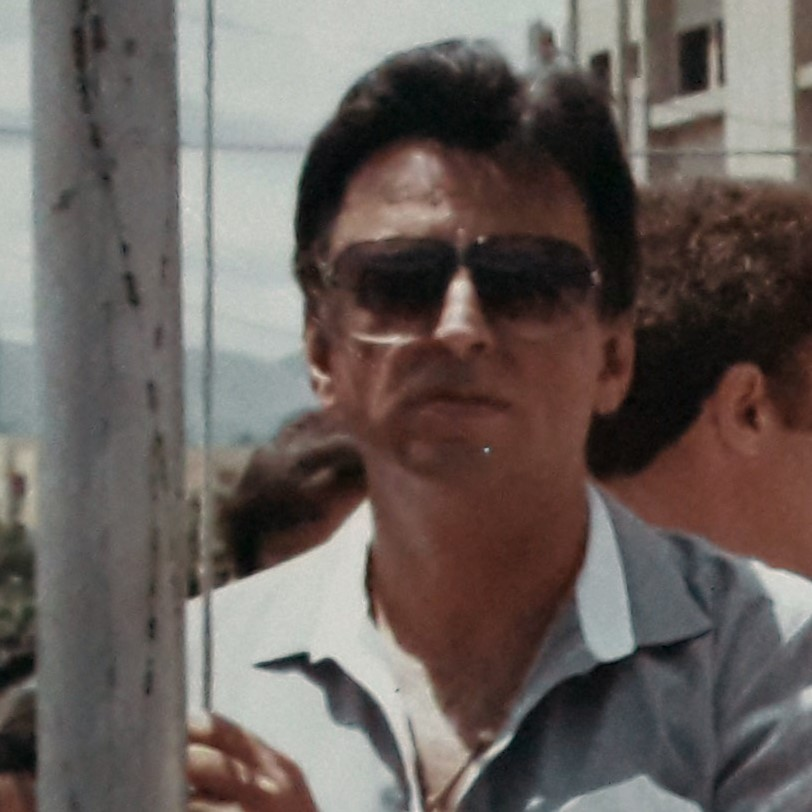
Mauricio Campos em 1982, durante a inauguração da Avenida Ressaca em Belo Horizonte.

Maurício de Freitas Teixeira Campos ComMM (Rio Pomba, 30 de agosto de 1933 — Belo Horizonte, 22 de março de 2020) foi um professor, engenheiro mecânico e político brasileiro filiado ao Partido Liberal (PL). Por Minas Gerais, foi deputado federal durante cinco mandatos e secretário da Indústria durante o governo Eduardo Azeredo, além de prefeito da capital Belo Horizonte.

## Biografia
Filho de José Simões de Araújo Campos e Maria de Freitas Teixeira Campos. Engenheiro Mecânico e Elétrico formado pela Universidade Federal de Minas Gerais em 1960 com pós-graduação em turborreatores e turbomotores pelo Instituto Tecnológico de Aeronáutica em São José dos Campos, dirigiu o Departamento de Águas e Esgotos de Belo Horizonte e foi professor na UFMG e na Pontifícia Universidade Católica de Minas Gerais. Presidente da Sociedade Mineira de Engenheiros (1976-1977), filiou-se à ARENA e foi eleito deputado federal em 1978, afastando-se do mandato para exercer o cargo de prefeito de Belo Horizonte após nomeação do governador Francelino Pereira. Em 1980 migrou para o PDS e foi reeleito deputado federal em 1982. Por ocasião da sucessão do presidente João Figueiredo seguiu Aureliano Chaves e ingressou no PFL onde perdeu a eleição para prefeito de Belo Horizonte em 1985 para Sérgio Ferrara após começar a disputa como favorito.
Eleito primeiro vice-presidente nacional do PFL, assumiu o comando da legenda quando Guilherme Palmeira disputou o governo de Alagoas em 1986. Reeleito deputado federal nesse mesmo ano, Campos ingressou no PL em 1989 sendo reeleito em 1990. No ano seguinte, Campos foi admitido pelo presidente Fernando Collor à Ordem do Mérito Militar no grau de Comendador especial.
Candidato a prefeito de Belo Horizonte em 1992, foi derrotado por Patrus Ananias no segundo turno. Reeleito para o seu quinto mandato consecutivo de deputado federal em 1994, foi duas vezes secretário de estado no governo Eduardo Azeredo, quando já estava filiado ao PSDB.
Morreu no dia 22 de março de 2020, aos 86 anos.